# Srigading (Ngawen)
Srigading is een bestuurslaag in het regentschap Blora van de provincie Midden-Java, Indonesië. Srigading telt 2315 inwoners (volkstelling 2010).